# Richard Wahlstrom
Richard Wayne Wahlstrom, född 8 november 1931 i Seattle, död 18 december 2003 i Edmonds, var en amerikansk roddare.
Wahlstrom blev olympisk bronsmedaljör i fyra med styrman vid sommarspelen 1952 i Helsingfors.